# ریوکپو-گویوک
ریوکپو-گویوک (انگلیسی: Ryokpo-guyok) بخشی در کشور کره شمالی است که در پیونگ‌یانگ واقع شده است.